# GSC9020-1771
GSC9020-1771 — хімічно пекулярна зоря спектрального класу A, що має видиму зоряну величину в смузі V приблизно 10,5.